# 无锡东站 (地铁)
无锡东站地铁站位于中华人民共和国江苏省无锡市锡山区锡东新城，无锡东站地下一层，是无锡地铁2号线的地铁车站。本站与高铁站垂直交叉，从铁路无锡东站下车的旅客无需出站，搭乘升降电梯即可下到地铁站，实现无缝对接。

## 车站结构
无锡东站地铁站为地下二层岛式车站，全长625米，向南延伸的隧道区间长80米，并与远期规划的锡虞（无锡至常熟）城际并列式布置，实现同站台换乘。

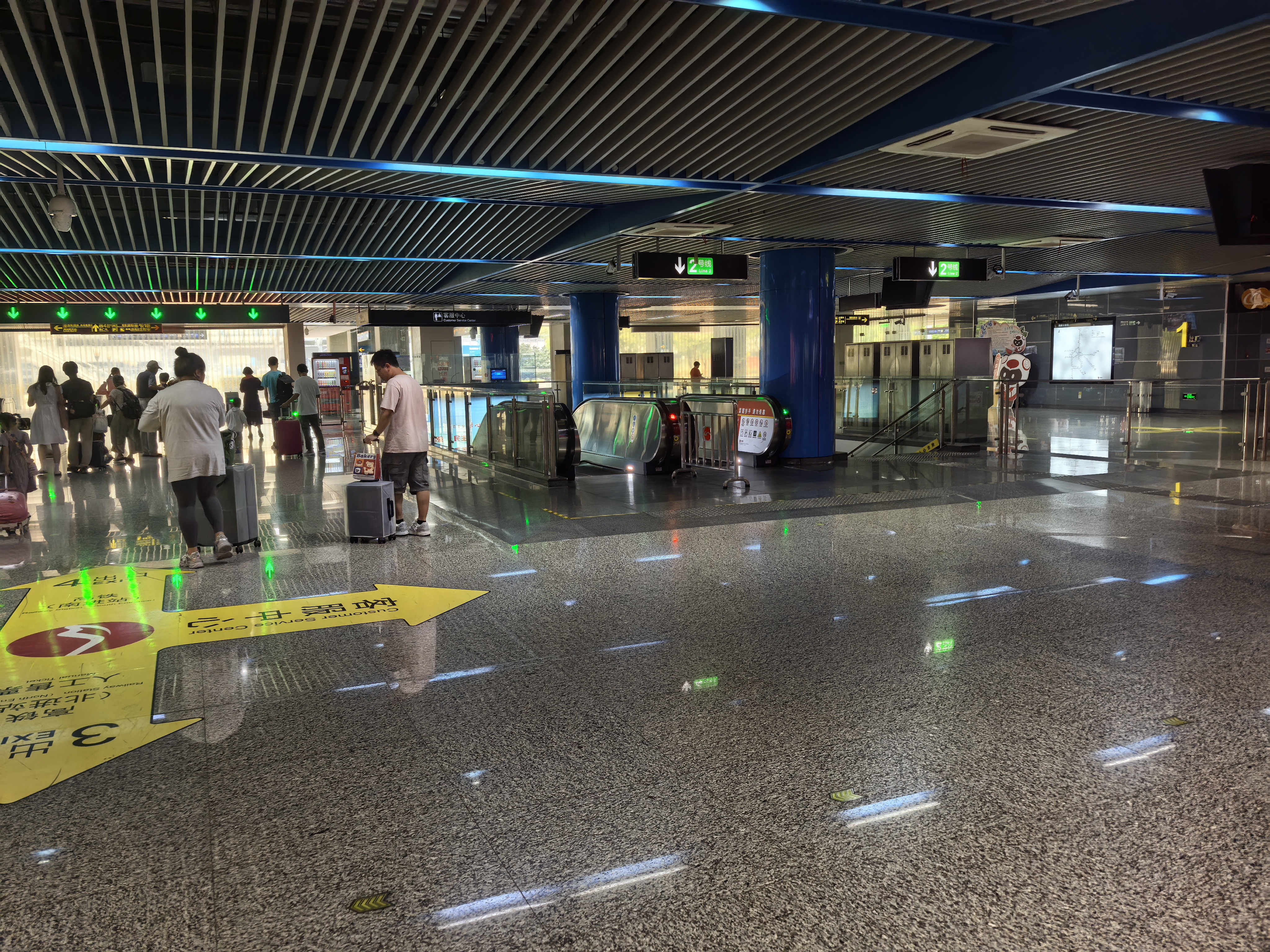
站厅

### 楼层分布
| -1层 | 站厅、出入口       | 车站控制室、检票闸机、自动售票机、人工服务台 |  |  |
| -2层 |                    | █ 2号线 往梅园开原寺（迎宾广场）             |  |  |
|      | 岛式站台，左侧开门 |                                              |  |  |
|      |                    | █ 2号线 终点站 下客站台                      |  |  |

## 出入口
|          |                                                                                  |      |  |
| 出口编号 | 建议前往目的地                                                                   | 图片 |  |
| 1 · 出口 | 高铁（出站口①②）、红豆·香江豪庭、商业                                            |      |  |
| 2 · 出口 | 高铁（出站口①②）、商业、卫生间、公交车站                                         |      |  |
| 3 · 出口 | 北广场、兴越路 高铁（进站、售票）、高铁（出站口④）、长途汽车站、连城新天地       |      |  |
| 4 · 出口 | 兴吴路、南广场 红豆·香江豪庭、高铁（进站、自动售票）、出租车、停车场、连城新天地 |      |  |